# جاك إن ذا بوكس
جاك إن ذا بوكس (بالإنجليزية: Jack in the Box) هي سلسلة مطاعم وجبات سريعة أمريكية تأسست في 21 فبراير 1951 على يد قبل روبرت أوسكار بيترسون في سان دييغو، كاليفورنيا، حيث يقع مقرها الرئيسي. وتمتلك السلسلة 2200 موقعا وتخدم في المقام الأول مناطق الساحل الغربي للولايات المتحدة وكذلك مناطق حضرية كبيرة في الجزء الشرقي من الولايات المتحدة بما فيها تكساس. وتشمل المواد الغذائية مجموعة متنوعة من شطائر الهامبرغر والتشيز برغر إلى جانب مع مجموعة مختارة من الأطعمة العالمية مثل التاكو ولفائف البيض. كما تقوم الشركة بتشغيل سلسلة كيودوبا المكسيكية للشواية.